# Alejandra Bravo
María Alejandra Bravo de la Parra (Ciudad de México, 29 de abril de 1961) es una bioquímica mexicana, que ha sido laureada con el Premio L'Oréal-UNESCO a mujeres científicas de Latinoamérica, por su labor en las toxinas bacterianas que actúan como poderosos insecticidas.

## Biografía
Posee los grados de licenciatura (en 1985), maestría (en 1986) y doctorado (en 1989) en Investigación Biomédica Básica, todos con mención honorífica, por la Universidad Nacional Autónoma de México (UNAM). Realizó estancias de Investigación en la empresa de biotecnología Plant Genetic Systems, con sede en Gante, Bélgica (1990-1991), y en el Instituto Pasteur de París, Francia (1995).
Bravo es investigadora del Instituto de Biotecnología de la UNAM. Es miembro de la Academia Mexicana de Ciencias.
Ha sido creadora de cuatro patentes internacionales, que han pasado a propiedad industrial de la UNAM, que a su vez las ha licenciado a compañías transnacionales como Bayer Crop Science y Pioneer Hi Bred International para su explotación comercial.
En 2010 fue galardonada con el Premio L'Oréal-UNESCO a mujeres científicas correspondiente a América Latina, «por haber desentrañado el mecanismo de acción de una toxina bacteriana que actúa como potente insecticida compatible con el medio ambiente».

## Polémica de los estudios sobreBacillus thuringiensis

### Publicaciones y separación del Instituto de Biotecnología de la UNAM
En septiembre de 2012 un grupo de investigadores publicó una revisión crítica sobre los modelos de acción de los insecticidas de Bacillus thuringiensis en el cual se concluía que los modelos mexicanos no eran replicables, basándose en el análisis de once publicaciones de Alejandra Bravo y su esposo Mario Soberón. Debido a esto, ambos científicos fueron separados de sus cargos, Bravo de la presidencia de la Comisión de Bioética y Soberón de la jefatura del Departamento de Microbiología Molecular. y se constituyó una comisión de evaluación para analizar los hechos, integrada por Rubén Lisker, Rosario Muñoz y Jean Philippe Vielle Calzada. Según la investigación realizada por la comisión, dos de los once artículos presentaron «evidencias claras y contundentes de manipulaciones inapropiadas y categóricamente reprobables». Algunos miembros del Consejo Técnico de la Investigación Científica indicaron que la manipulación «no tiene intención de cambiar los resultados, sino de mejorar una imagen para generar un mayor contraste». También trascendió que los científicos habían aceptado su error, comunicándose con los editores de las revistas de aquellas publicaciones afectadas, quienes no pidieron correcciones o fe de erratas.

### Reivindicación y reincorporación
El hecho de haber «manipulado» las imágenes en 2 de las publicaciones llamó la atención de la Oficina de Integridad Científica (ORI) de los Institutos Nacionales de Salud de Estados Unidos (NIH), la cual revisó los hechos y opinó que no incurrieron en conductas inapropiadas al modificar algunas imágenes sobre los estudios de la bacteria Bacillus thuringiensis (BT), por lo cual se decidió seguir apoyando académica y financieramiente la tarea de ambos investigadores. De esta forma, en abril de 2013, La ORI señaló que deberían de hacerse todos los esfuerzos razonables y prácticos para restaurar y proteger la reputación de Bravo y Soberón puesto que no había constatación de faltas a la ética de investigación.
Por otra parte, desde enero de 2013, la Defensoría de los Derechos Universitarios de la Universidad Nacional Autónoma de México inició una investigación a fondo de este caso, para dar una solución definitiva convocó a varias autoridades y miembros de la comunidad universitaria: al director del Instituto de Biotecnología, algunos miembros del Consejo Interno del Instituto, al coordinador de la Investigación Científica de la UNAM y a los propios investigadores afectados. Finalmente, el 27 de septiembre de 2013, la Defensoría recomendó al Instituto de Biotecnología reincorporar a Bravo y Soberón a sus actividades académicas con todas sus responsabilidades y atribuciones. Estos acuerdos fueron aprobados ya por el Consejo Interno del IBt, lo que significa que los dos investigadores se reintegran plenamente a la vida académica de su institución, sin la carga que representan las sanciones.
De acuerdo a la opinión del doctor Juan Ramón de la Fuente, Bravo y Soberón vieron afectadas sus carreras profesionales por una excesiva suspicacia y distorsión de los hechos. También comentó: «No es aconsejable enfatizar de más los resultados obtenidos, pero tampoco es un delito». El doctor Jorge Ulises Carmona Tinoco —defensor de los Derechos Universitarios— señaló ciertas irregularidades que existieron durante el proceso de la investigación que llevó a cabo la comisión investigadora en 2012: a) uno de los demandantes formó parte del comité que evaluó el caso y b) no hubo oportunidad para que Bravo y Soberón argumentaran su postura. También comentó al respecto que el castigo fue demasiado severo por la manipulación de las imágenes, «no es exoneración» dijo Carmona, simplemente su oficina consideró que el castigo ya se había cumplido después de un año.

## Obras publicadas
Ha escrito diversos artículos para revistas especializadas, así como libros y capítulos de libros colectivos, entre algunos de sus títulos se encuentran:
- m. Soberon, l. Pardo, c. Muñoz-Garay, j. Sánchez, i. Gómez, h. Porta, a. Bravo. 2010. Pore Formation by Cry Toxins. En: Lakey, J. Proteins: Membrane Binding and Pore Formation (serie Advances in Experimental Medicine and Biology volumne 677). Austin, TX. Landes Bioscience y Springer. pp. 127-142
- a. Bravo, s.s. Gill, m. Soberon. 2010. Bacillus thuringiensis Mechanisms and Use with addendum 2010. En: Gill, S.S. Insect Control Biological and Synthetic Agents. Elsevier. pp. 247-282
- m. Soberon, a. Bravo. 2008. Las toxinas Cry de Bacillus thuringiensis: modo de acción y consecuencias de su aplicación. En: Lopez-Munguia, A. Una ventana al quehacer científico. Instituto de Biotecnología de la UNAM 25º aniversario, capítulo 27. México, D.F. UNAM. pp. 303-314
- l. Masson, j. Letowski, a. Bravo, r. Brousseau. 2007. Using DNA Microarrays for Assessing Crystal Protein Genes in Bacillus thuringiensis. En: Proceedings of the 6th Pacific Rim Conference on the Biotechnology of Bacillus thuringiensis and its Environmental Impact. pp. 28-30
- l. Pardo, i. Gómez, c. Muñoz-Garay, n. Jiménez-Juárez, j. Sánchez, c. Pérez, m. Soberon, a. Bravo. 2007. Oligomer Formation of Different Cry Toxins Indicates that a Pre-Pore is an Essential Intermediate in the Mode of Action of the Three-Domain Cry Family. En: Proceedings of the 6th Pacific Rim Conference on the Biotechnology of Bacillus thuringiensis and its Environmental Impact. pp. 7-8.
- c. Pérez, l.e. Fernández, j.g. Sun, j.l. Folch, s.s. Gill, m. Soberon, a. Bravo. 2007. Cyt1Aa from Bacillus thuringiensis subsp. israelensis Synergizes Cry11Aa Toxin Activity by Functioning as a Membrane-Bound Receptor. En: Proceedings of the 6th Pacific Rim Conference on the Biotechnology of Bacillus thuringiensis and its Environmental Impact; pp. 9-11.
- m. Soberon, i. Gómez, l. Pardo, c. Muñoz, l.e. Fernández, c. Pérez, s.s. Gill, a. Bravo. 2007. Important Interactions with membrane Receptors in the Mode of Action of Bacillus thuringiensis Cry toxins. En: Vincent, C. 6th Pacific Rim Conference on the biotechnology of Bacillus thuringiensis and its Environmental Impact, capítulo 1. Montreal. Erudit. pp. 1-6
- i. Gómez, j. Miranda-Ríos, i. Arenas, r. Grande, b. Becerril, a. Bravo, m. Soberon. 2007. Identification of scFv Molecules that Recognize Loop 3 of Domain II and Domain III of Cry1Ab Toxin from Bacillus thuringiensis. En: Vincent, C. 6th Pacific Rim Conference on the biotechnology of Bacillus thuringiensis and its Environmental Impact. Montreal. Erudit. pp. 12-14

## Premios y distinciones
- Desde 1990 a 1991: estancia de investigación, en la Compañía Biotecnológica "Plant Genetic Systems", en Gante, Bélgica
- Desde 2003: en listado de Expertos en Bioseguridad bajo el Protocolo de Cartagena de Seguridad y la Convención sobre Diversidad Biológica Universidad de Colombia
- 1998: de la Academia Mexicana de Ciencias en el área de Ciencias Naturales
- 2000: Distinción Universidad Nacional para Jóvenes Académicos en el área de investigación en Ciencias Naturales de la UNAM
- 2003: a la mejor Investigación en Biotecnología Agrícola. AgroBIO-México
- 2009: Premio L'Oréal-UNESCO a mujeres científicas

### Miembro de
- Desde 2002: Academia Nacional de Ciencias